# Стахановка (Крым)
Стаха́новка  (до 1948 года Бешу́й-Иля́к; укр. Стахановка, крымскотат. Beşüyli İlâq, Бешуйли Илякъ) — село в Первомайском районе Республики Крым, центр Стахановского сельского поселения (согласно административно-территориальному делению Украины — Стахановского сельского совета Автономной Республики Крым).

## Население
| 2001 | 2014 |
| ---- | ---- |
| 1085 | ↘857 |

Всеукраинская перепись 2001 года показала следующее распределение по носителям языка
| Язык             | Процент |
| ---------------- | ------- |
| русский          | 75.67   |
| украинский       | 18.8    |
| крымскотатарский | 3.96    |
| другие           | 0.36    |

### Динамика численности
| - 1806 год — 137 чел. - 1864 год — 99 чел. - 1889 год — 106 чел. - 1892 год — 13 чел. - 1900 год — 100 чел. - 1915 год — 12/50 чел. | - 1926 год — 82 чел. - 1974 год — 1059 чел. - 1989 год — 1266 чел. - 2001 год — 1085 чел. - 2009 год — 1146 чел. - 2014 год — 857 чел. |

## Современное состояние
На 2016 год в Стахановке числится 12 улиц и 1 садовое товарищество; на 2009 год, по данным сельсовета, село занимало площадь 170 гектаров, на которой в 379 дворах проживало более 1,1 тысячи человек. В селе действуют средняя общеобразовательная школа, детский сад «Капитошка», Дом культуры, сельская библиотека-филиал № 25, отделение почты, амбулатория общей практики — семейной медицины,

## География
Стахановка — село на крайнем юго-востоке района, в степном Крыму, у границ с Красногвардейским и Сакским районами, высота центра села над уровнем моря — 66 м. Ближайшие населённые пункты — Котельниково в 4,7 км на восток и Рогово в 4,5 км на юг — оба Красногвардейского района и Сизовка Сакского в 5 км на юго-запад. Расстояние до райцентра около 45 километров (по шоссе), ближайшая железнодорожная станция — Элеваторная (в посёлке Октябрьское) на линии Солёное Озеро — Севастополь — примерно 28 километров. Транспортное сообщение осуществляется по региональной автодороге 35Н-419 (между шоссе Известковое — Котельниково и Красноперекопск — Симферополь) (по украинской классификации — С-0-11034).

## История
Впервые упоминается …благоустроенная татарска деревня Беш-Бавлы в «Книге путешествий» Эвлии Челеби под 1667 годом.
Затем село встречается в Камеральном Описании Крыма… 1784 года, судя по которому, в последний период Крымского ханства  Беш Ойлу Лак входил в Ташлынский кадылык Акмечетского каймаканства. После присоединения Крыма к России (8) 19 апреля 1783 года, (8) 19 февраля 1784 года, именным указом Екатерины II сенату, на территории бывшего Крымского Ханства была образована Таврическая область и деревня была приписана к Перекопскому уезду. После Павловских реформ, с 1796 по 1802 год, входила в Акмечетский уезд Новороссийской губернии. По новому административному делению, после создания 8 (20) октября 1802 года Таврической губернии, Бешевли-Иляк был включён в состав Кучук-Кабачской волости Перекопского уезда.
По Ведомости о всех селениях в Перекопском уезде состоящих с показанием в которой волости сколько числом дворов и душ… от 21 октября 1805 года, в деревне Бешевли-Иляк числилось 21 двор, 122 крымских татарина и 15 крымских цыган. На военно-топографической карте генерал-майора Мухина 1817 года деревня Башлаляк обозначена с 17 дворами. После реформы волостного деления 1829 года Балу Эли, согласно «Ведомости о казённых волостях Таврической губернии 1829 года» отнесли к Агъярской волости. Затем, видимо, в результате эмиграции крымских татар, деревня заметно опустела и на карте 1836 года в деревне 2 двора, а на карте 1842 года Бешуйлы-Иляк обозначен условным знаком «малая деревня», то есть, менее 5 дворов. Во время Крымской войны 1854—1856 годов в деревне размещался госпиталь для раненых из Севастополя.
В 1860-х годах, после земской реформы Александра II, деревню включили в состав Айбарской волости. В «Списке населённых мест Таврической губернии по сведениям 1864 года», составленном по результатам VIII ревизии 1864 года, Бешуй-Иляк — владельческая татарская деревня с 18 дворами, 99 жителями и мечетью при колодцах. По обследованиям профессора А. Н. Козловского начала 1860-х годов, колодцы деревни, глубиной 20—22 сажени (42—45 м) вырублены в камне, вода в них пресная. На трехверстовой карте Шуберта 1865—1876 года в деревне Бешуйлы-Иляк обозначено 18 дворов. В «Памятной книге Таврической губернии 1889 года» по результатам Х ревизии 1887 года Бешуйлы-Иляк, уже Григорьевской волости, записан с 19 дворами и 106 жителями.
После земской реформы 1890 года, Иляк отнесли к Бютеньской волости. Согласно «…Памятной книжке Таврической губернии на 1892 год», в экономии Бешевли-Иляк, находившейся в частном владении, было 13 жителей в 2 домохозяйствах. По «…Памятной книжке Таврической губернии на 1900 год» уже в деревне Бешевли-Иляк, приписанной к волости, числилось 100 жителей в 18 дворах. По Статистическому справочнику Таврической губернии. Ч.II-я. Статистический очерк, выпуск пятый Перекопский уезд, 1915 год, в деревне Бешевли-Иляк Бютеньской волости Перекопского уезда числилось 3 двора (все дворы с землёй) с немецким населением в количестве 12 человек приписных жителей и 50 — «посторонних», из которых 40 мужчин и 22 женщины. Жители владели 1032 десятинами удобной земли. В хозяйствах имелось 53 лошади, 115 волов, 43 коровы и 45 голов мелкого скота.
После установления в Крыму Советской власти и учреждения 18 октября 1921 года Крымской АССР, в составе Симферопольского уезда был образован Биюк-Онларский район, в состав которого включили село. В 1922 году уезды получили название округов. 11 октября 1923 года, согласно постановлению ВЦИК, в административное деление Крымской АССР были внесены изменения, в результате которых был ликвидирован Биюк-Онларский район и село включили в состав Симферопольского. Согласно Списку населённых пунктов Крымской АССР по Всесоюзной переписи 17 декабря 1926 года, в селе Бешевли-Иляк, Джамбулду-Конратского сельсовета Симферопольского района, числилось 17 дворов, все крестьянские, население составляло 82 человека, из них 73 немца и 9 русских. Постановлением ВЦИК «О реорганизации сети районов Крымской АССР» от 30 октября 1930 года, был вновь создан Биюк-Онларский район, на этот раз — как немецкий национальный и село включили в его состав. Вскоре после начала Великой Отечественной войны, 18 августа 1941 года крымские немцы были выселены, сначала в Ставропольский край, а затем в Сибирь и северный Казахстан.
В 1944 году, после освобождения Крыма от нацистов, 12 августа 1944 года было принято постановление № ГОКО-6372с «О переселении колхозников в районы Крыма», по которому в район из различных областей РСФСР в район переселялись семьи колхозников. С 25 июня 1946 года Бешуй-Иляк в составе Крымской области РСФСР. Указом Президиума Верховного Совета РСФСР от 18 мая 1948 года, Бешуй-Илляк переименовали в Стахановку. 26 апреля 1954 года Крымская область была передана из состава РСФСР в состав УССР. Время включения в Краснознаменский сельсовет пока не установлено: на 15 июня 1960 года село уже числилось в его составе. Указом Президиума Верховного Совета УССР «Об укрупнении сельских районов Крымской области», от 30 декабря 1962 года село присоединили к Красногвардейскому району. Время создания сельсовета пока не установлено: на 1968 год село ещё в составе Краснознаменского сельсовета, на 1974 год — центр совета в том же районе. Также не выяснено время переподчинения Первомайскому району — известно, что это произошло между 1 июня 1977 года (на эту дату село ещё в Красногвардейском районе) и 1985 годом, поскольку в перечнях административно-территориальных изменений после этой даты не упоминается. По данным переписи 1989 года в селе проживало 1266 человек.
В 1989 году здесь был построен новый Дом культуры на 400 мест.
С 12 февраля 1991 года село в составе восстановленной Крымской АССР, 26 февраля 1992 года переименованной в Автономную Республику Крым.
С 21 марта 2014 года в составе Крыма аннексирована Россией.
12 мая 2016 года парламент Украины, не признающий российскую аннексию, принял постановление о переименовании села в Бешуйли-Иляк (укр. Бешуйлі-Іляк), в соответствии с законами о декоммунизации, однако данное решение не вступает в силу до «возвращения Крыма под общую юрисдикцию Украины».